# Frankenstein Girls Will Seem Strangely Sexy
Frankenstein Girls Will Seem Strangely Sexy (często skracany do FGWSSS lub po prostu Frankenstein Girls) to drugi album nowojorskiej grupy Mindless Self Indulgence wydany w 2000 roku. Wszystkie utwory ułożone są w porządku alfabetycznym.

## Utwory
1. Backmask
2. Bitches
3. Boomin
4. Clarissa
5. Cocaine And Toupees
6. Dicks Are For My Friends
7. F
8. Faggot
9. Futures
10. Golden I
11. Harry Truman
12. Holy Shit
13. I Hate Jimmy Page
14. I'm Your Problem Now
15. J
16. Keepin Up With The Kids
17. Kick The Bucket
18. Kill The Rock
19. Last Time I Tried To Rock Your World
20. London Bridge
21. M
22. Masturbates
23. Planet Of The Apes
24. Played
25. Ready For Love
26. Royally Fucked
27. Seven-Eleven
28. Step Up, Ghetto Blaster
29. Whipstickagostop
30. Z